# Героическая военная академия
Героическая военная академия (исп. Heroico Colegio Militar) — высшее военное образовательное учреждение в Мексике, основанное в 1823 году и располагающееся в здании бывшего Дворца Инквизиции в Мехико. Академия изначально называлась «Кадетской академией», но позже была переименована в «Военное училище» (исп. Colegio Militar). Колледж располагался в Пероте (Веракрус), но затем был перенесён в Мехико в монастырь Бетлемитас (ныне там находятся Интерактивный музей экономики и Музей Армии и Военно-воздушных сил Мексики). С 1835 года Военное училище располагалось в здании Рекогидас (разрушено землетрясением в 1985 году). До 1897 года в академии учились и курсанты ВМС (ныне учатся в Военно-морской школе в Веракрусе).
Военная академия находится под наблюдением Университета Армии и Военно-воздушных сил Мексики и Генерального директора военного обучения личного состава армии.

## История академии

### Основание

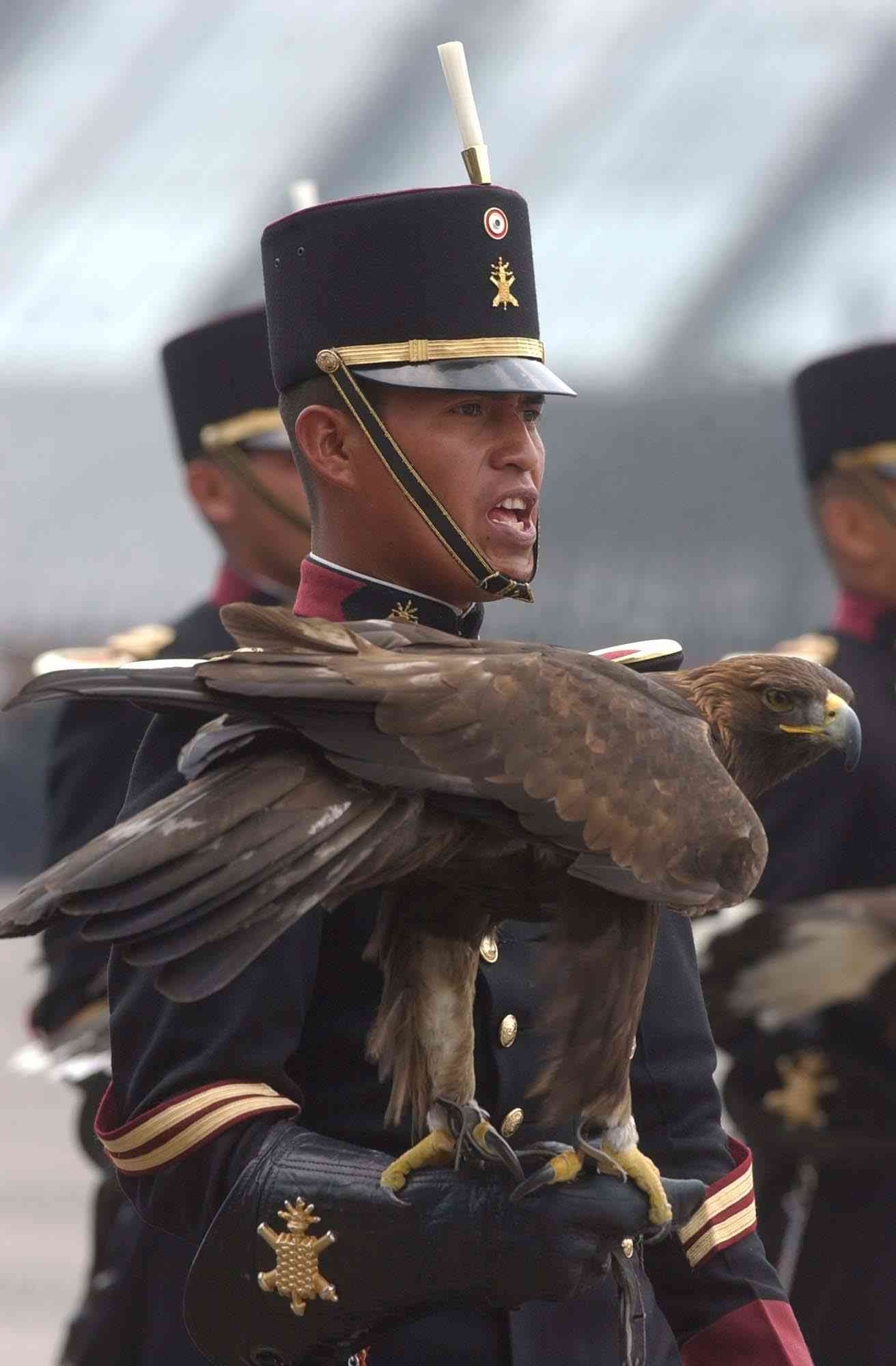
Кадет Героической военной академии с её талисманом, беркутом

Предложения об основании военной академии поступили ещё в 1818 году, но только в 1822 году началась реализация этой идеи. Диего Гарсия Конде, служивший ранее в испанской армии и ставший офицером мексиканской армии, добился через Имперское военное министерство одобрения со стороны Имперского правительства Мексики идеи об образовании академии. В середине того же года император Агустин I постановил перенести Военный колледж Мексики, Военную курсантскую академию и Школу инженеров в здание бывшего дворцового комплекса инквизиции, а также назначить директором бригадира Диего Гарсию Конде. Через год Военное училище Мексики было официально учреждено указом военного министра, генерала Хосе Хоакина де Эрреры. Штабом была Крепость Сан-Карлос (Пероте, Веракрус). В 1824 году, согласно распоряжению президента Гудалаупе Виктории и при разрешении директора училища полковника Хуана Домингеса-и-Гальвеса, 18 кадетов Мексиканского военного училища Пероте стали первыми кадетами Колледжа военно-морских воспитанников и Морской школы Тлалькотальпан — первыми курсантами, которым предстояло обучение военно-морскому делу в стране.

### Ранние годы

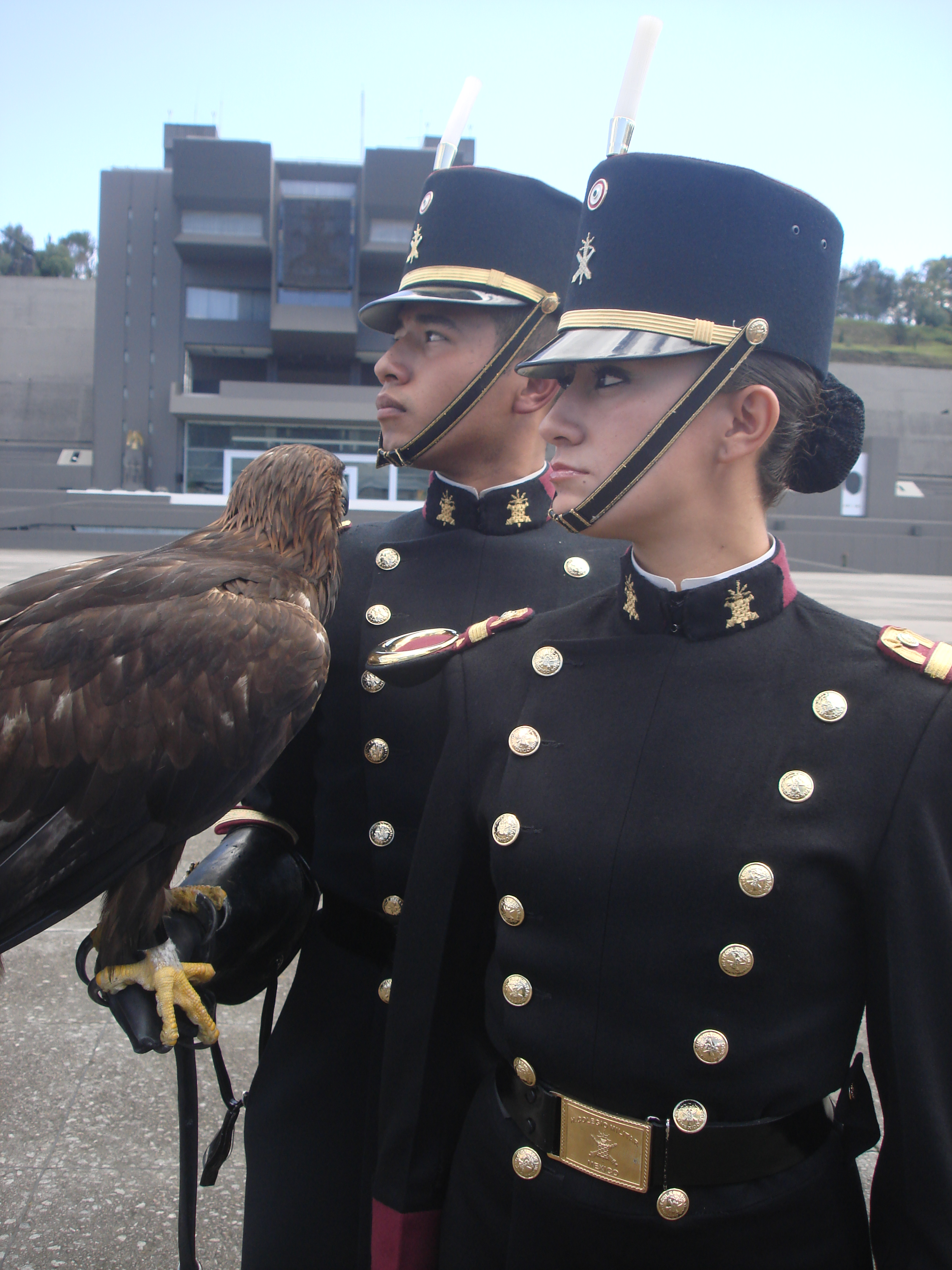
Кадеты — юноша с беркутом и девушка — в парадной форме Кадетского корпуса

В 1828 году в ходе борьбы против тайных обществ и масонских лож подполковник Мануэль Монтано побывал с визитом в училище и тем самым заставил преподавательский состав и всех курсантов принести присягу на верность и поклясться, что в колледже не было никаких членов тайных обществ и масонов. Результатом этого действия стало возвращение военной академии в марте того же года в Мехико: сначала в монастырь Бетелемитас, а затем во Дворец Инквизиции (с 1 июля). С тех пор это училище рассматривали как главное военное образовательное учреждение страны.
События на президентских выборах 1828 года не обошли стороной и колледж. 11 сентября генералы Антонио Лопес де Санта-Анна и Хосе Мария Лобато подняли бунт ровно за 10 дней до результатов выборов, объявив, что не признают их результаты (победил Мануэль Гомес Педраса). Через два месяца, 30 ноября вместе с Лоренцо де Савала и полковником Сантьяго Гарсией они предприняли попытку государственного переворота, потребовав от Конгресса отменить результаты голосования. В тот же день президент Гуадалупе Виктория призвал кадетов училища прибыть в Национальный дворец: они выступили на стороне законного правительства и вели бои в течение 4 дней, пока конфликт не прекратился и обе стороны не договорились о мире. На следующий день после прекращения противостояния возобновились занятия.
13 июля 1840 года генерал Хосе де Урреа бежал из тюрьмы Пероте и поднял восстание против президента Мексики Анастасио Бустаманте, который позже был арестован в своём президентском дворец. Генерал Габриэль Валенсия призвал все лояльные Президенту войска взять штурмом городскую крепость: среди штурмовавших были и кадеты военного училища под командованием генерала бригады Педро Конде, которого принял Валенсия и отправил группу кадетов в крепость. Делегация училища перешла затем в церковь, откуда отражала натиск войск восставшего де Урреа: в ходе боя были ранены кадеты Хуан Рико и Антонио Гросо, а последний от полученных ранений скончался. 16 июля из своей резиденции выбрался Бустаманте, а в церковь также прибыл генерал Висенте Филисола. В ту же ночь удалось заключить перемирие и положить конец восстанию.
Со следующего года военное училище размещалось в крепости Чапультепек в Мехико, которая держала оборону во время войны против США: пять кадетов и офицер преподавательского состава погибли в результате обороны, за что училищу (позже академии) присвоили звание «героического». Спустя некоторое время училище переехало в Дворец Инквизиции, а затем в Сан-Лукас. В 1846—1847 годах училище возглавлял капитан ВМС Франсиско Гарсия, во время работы которого воспитанники училища однажды подняли бунт.

### Дети-герои
В 1847 году училищем руководил полковник Мариано Монтерде, когда шла мексикано-американская война. Война докатилась до Мехико и военной академии. 11 сентября кадеты академии вступили в бой за здание Конгресса, а 13 сентября обороняли Чапультепекский дворец. Около 200 детей-героев — кадетов в возрасте от 13 до 19 — под командованием Николаса Браво Руэда держали оборону города. Шесть человек — пятеро кадетов (Хуан Эскутия, Агустин Мельгар, Франсиско Маркес, Фернандо Монтес де Ока и Висенте Суарес) и лейтенант инженерных войск Хуан де ла Баррера — отказались отступать и погибли в бою. Остальные кадеты либо погибли до приказа об отступлении, либо попали в плен, либо отступили. Ежегодно в годовщину сражения проводятся памятные мероприятия, призванные увековечить память всех защитников крепости.

### 1857—1920
В 1858 году при управлении полковника Луиса Толы Альгарина военное училище переехало в бывшую церковь Святых Петра и Павла в Мехико. В том же году вспыхнула война за Реформу, в которой кадетский корпус 15 октября вступил в бой против войск генерала Мигеля Бланко в Толуке. В результате было убито столько кадетов и преподавательского состава, что в 1861 году училище закрыли, восстановив его лишь в 1867 году. После восстановления центром училища был сначала Национальный дворец, а затем после нескольких переездов в 1882 году колледж вернулся в крепость Чапультепек. С 1897 года училище считается академией, в которой обучаются военнослужащие только сухопутных войск — для личного состава ВМС создана военно-морская школа в Веракрусе.
8 февраля 1913 года 600 кадетов военного училища приняли участие в восстании против президента Франсиско Мадеро. Кадеты отдельной военной школы выпускников Тлальпан (исп. Escuela Militar de Aspirantes de Tlalpan) примкнули к восстанию, поддержанному регулярными частями: в итоге Мадеро был свергнуто и позже казнён. Однако группа кадетов того же Героического военного училища, подчиняясь заместителю команданта подполковнику Виктору Эрнандесу Коваррубьясу, поддержала Мадеро и последовала за ним из крепости Чапультепек к Национальному дворцу 9 февраля. Ежегодно эта годовщина отмечается Кадетским корпусом в виде парада, на котором присутствуют президент Мексики и его кабинет министров.
Новое правительство принизило роль современного Героического военного училища, при этом не забыв упомянуть кадетов Тлальпана и ускорив процесс обучения кадетов с целью пополнения личного состава Федеральной Армии. После свержения генерала и президента страны Викториано Уэрты в июле 1914 года и расформирования Федеральной Армии училище закрыли, открыв его снова в феврале 1920 года в новом кампусе в Попотле (Мехико). Той же весной восстановленный кавалерийский эскадрон принял участие в том, что считается «последней кавалерийской атакой Америки»: 8 мая 1920 года по приказу полковника Родольфо Касильяса кадеты поддержали драгунские части регулярных войск генерала Пилара Санчеса и вступили в бой против мятежников в Аписако (Тлачала). Через двое суток в бою при Сан-Маркос погиб кадет, поддерживавший правительственные войска.

### С 1947 по наши дни

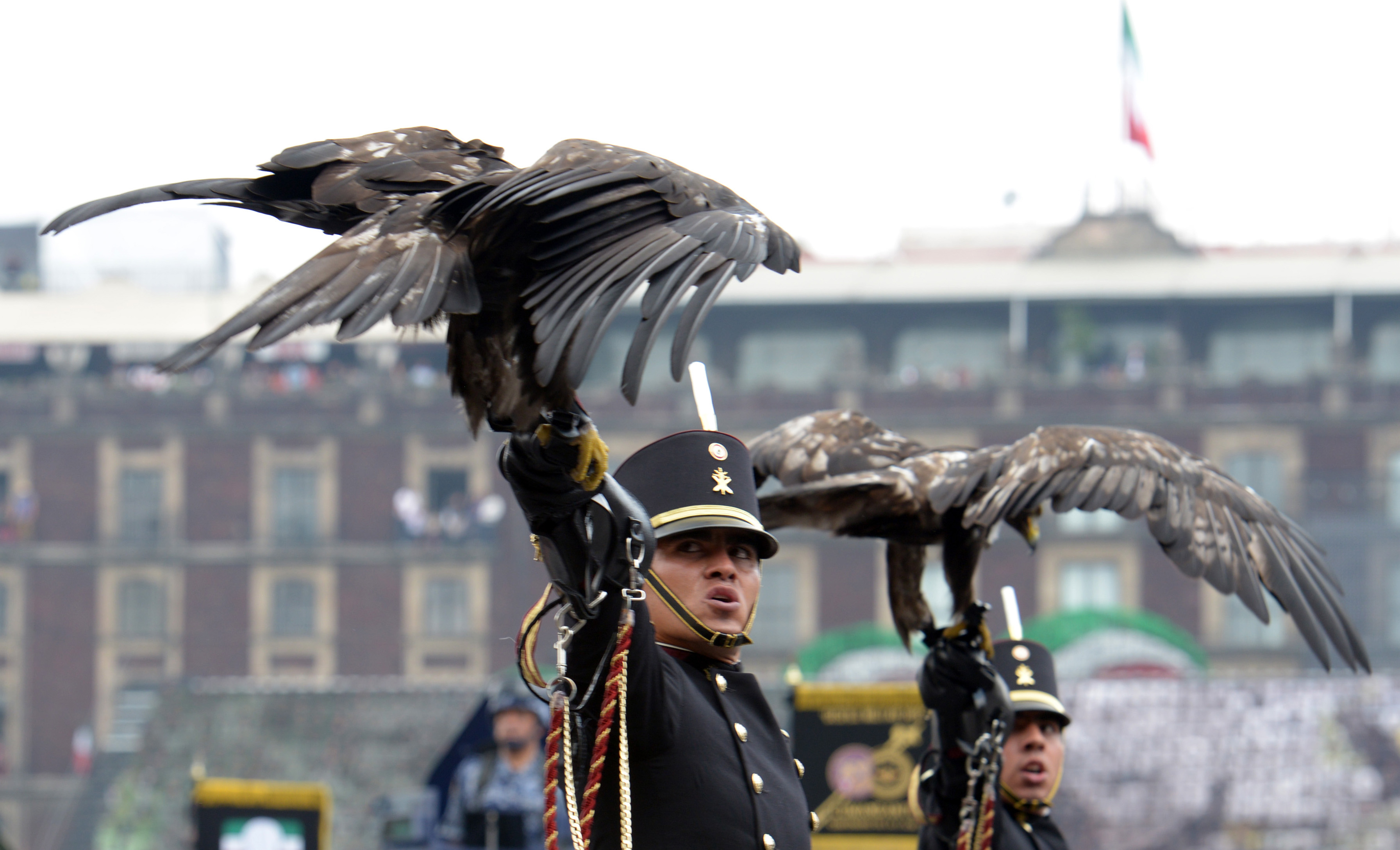
Кадет с беркутом на параде в 2015 году

В 1947 году отмечался 100-летний юбилей сражения за Чапультепек — звёздного часа кадетского корпуса. В 1949 году Кадетский корпус и батальон моряков военно-морской академии получили почётные наименования «героических» за проявленное мужество, причём если корпус получил это за борьбу против американцев в Чапультепеке, то моряки получили наименование за заслуги в борьбе против американцев в Веракрусе в 1914 году. В 1970 году к 150-летию Героического военного училища Центральный банк Мексики выпустил памятные серебряные монеты (1 унция), а Правительством Мексики были выпущены марки с двумя киверами кадетов Военного училища. Ещё одна серия марок увековечила золотой юбилей «последней кавалерийской атаки в Америке» 1920 года. В 1976 году был открыт действующий кампус в районе Тлальпан мексиканской столицы, разрушенный частично в 1985 году в результате землетрясения. С 2002 года второе здание Военной академии признаётся Конгрессом штата Веракрус как «Колыбель военного училища». С 2007 года в академии учатся и девушки.
Текущий Кадетский корпус представляет собой полк с кавалерийским эскадроном, артиллерийской батареей и учебным бронекавалерийским эскадроном, первым в Латинской Америке. Девиз академии — «За честь Мексики» (исп. Por el Honor de Mexico), утверждённый в 1947 году по итогам конкурса радиостанции XEQ; ежедневно в середине дня командир кадетского корпуса обращается со словами «Героическое военное училище», в ответ на что кадеты отвечают: «За честь Мексики!»

## Гимны и марши

### Гимн академии
Гимн составлен в 1930 году профессором Хосе Игнасио Риосом дель Рио.
| Текст на испанском |
| --- |
| Припев Vibre el clarín de la guerra, resuenen las fanfarrias Redoblen los tambores, una marcha triunfal Y lleven de la Patria a todos los confines Tu nombre sacrosanto, Colegio Militar Tu nombre sacrosanto, Colegio Militar Куплет Colegio sacrosanto, de memoria bendita de forjaran sus almas, Montes de Oca y Melgar La Patria bate marcha de honor a tu pasado, de epopeyas gloriosas y de nombre inmortal. Y en un gesto sublime de amor y de cariño, bendice a los efebos que supieron morir bañados por las ráfagas de luz espendorosa que el ángel de la gloria enviara del cenit. Припев |

### Полковой марш
Полковой марш написан в 1947 году лейтенантом Хосе Сотеро Ортисом Санчесом по случаю 100-летия сражения за Чапультепек
| Текст на испанском |
| --- |
| Páginas del libro de la historia del Heroico Colegio Militar de epopeyas que ya jamás se borran del santuario de la inmortalidad. Canto que se eleva a la memoria como ofrenda de honor a la lealtad de los héroes que envueltos por la gloria grandioso ejemplo que nos dio la libertad. Повторение дважды Juventud de mi patria sublime, que marcháis con gallarda ilusión aumentáreis la historia que escribe nobles hechos de sangre y honor. Yunque forjador de hombres de guerra como Suárez, Escutia y Melgar, Montes de Oca, Márquez y De la Barrera, los niños héroes de mi México inmortal! Повторение дважды |

## Команданты
Ниже перечислены команданты военной академии с 1818 года
| Номер                                                        | Годы       | Звание                             | Имя                               |
| ------------------------------------------------------------ | ---------- | ---------------------------------- | --------------------------------- |
| 1                                                            | 1818—1823  | Генерал бригады                    | Диего Гарсия Конде                |
| 2                                                            | 1823—1824  | Полковник кавалерии                | Хуан Домингес-и-Гальвес           |
| 3                                                            | 1825—1828  | Подполковник кавалерии             | Хосе Мануэль Аречага              |
| 4                                                            | 1835—1836  | Полковник инженерных войск         | Игнасио Мора-и-Вильямиль          |
| 5                                                            | 1836—1846  | Генерал бригады                    | Педро Гарсия Конде                |
| 6                                                            | 1846—1847  | Командир                           | Франсиско Гарсия Салинас          |
| 7                                                            | 1847—1853  | Полковник инженерных войск         | Мариано Монтерде                  |
| 8                                                            | 1853—1854  | Полковник инженерных войск         | Сантьяго Бланко Дуке де Эстрада   |
| 9                                                            | 1854—1859  | Полковник инженерных войск         | Луис Тола Альгарин                |
| 10                                                           | 1859—1860  | Полковник инженерных войск         | Мариано Монтерде                  |
| 11                                                           | 1861—1863  | Генерал бригады                    | Хосе Хусто Альварес Валенсуэла    |
| 12                                                           | 1868—1871  | Полковник инженерных войск         | Амадо Камачо                      |
| 13                                                           | 1871—1880  | Полковник инженерных войск         | Мигель Кинтана Гонсалес           |
| 14                                                           | 1880—1883  | Генерал дивизии                    | Состенес Роча                     |
| 15                                                           | 1883—1884  | Подполковник артиллерии            | Франсиско де Паула Мендес         |
| 16                                                           | 1884—1906  | Генерал-полковник инженерных войск | Хуан Виллегас                     |
| 17                                                           | 1906—1912  | Генерал бригады                    | Хоакин Бельтран Кастаньярес       |
| 18                                                           | 1912—1913  | Генерал бригады                    | Фелипе Анхелес                    |
| 19                                                           | 1913       | Полковник артиллерии               | Мигель Бернард                    |
| 20                                                           | 1914       | Генерал дивизии                    | Самуэль Гарсия Куэльяр            |
| Закрыта во время Мексиканской революции, открыта в 1920 году |            |                                    |                                   |
| 21                                                           | 1920       | Генерал бригады                    | Анхель Валлехо                    |
| 22                                                           | 1920       | Генерал бригады                    | Хоакин Мусель Асерето             |
| 23                                                           | 1920—1921  | Генерал бригады                    | Марселино Мурьета Мурьета         |
| 24                                                           | 1921—1923  | Генерал бригады                    | Виктор Эрнандес Коваррубьяс       |
| 25                                                           | 1923       | Генерал бригады                    | Хосе Доминго Рамирес Гарридо      |
| 26                                                           | 1923—1925  | Генерал бригады                    | Мигель Анхель Перальта            |
| 27                                                           | 1925       | Генерал бригады                    | Мануэль Мендоса Сарабия           |
| 28                                                           | 1925       | Генерал бригады                    | Амадо Агирре Сантьяго             |
| 29                                                           | 1925—1927  | Генерал дивизии                    | Мигель М. Акоста Гуахардо         |
| 30                                                           | 1927—1928  | Генерал бригады                    | Хуан Хосе Риос                    |
| 31                                                           | 1928—1931  | Генерал дивизии                    | Гильберто Лимон                   |
| 32                                                           | 1931—1935  | Генерал дивизии                    | Хоакин Амаро Домингес             |
| 33                                                           | 1935—1936  | Генерал бригады                    | Рафаэль Часаро Перес              |
| 34                                                           | 1936       | Генерал бригады                    | Самуэль Карлос Рохас Расо         |
| 35                                                           | 1936—1938  | Генерал бригады                    | Отон Леон Лобато                  |
| 36                                                           | 1939—1941  | Генерал бригады                    | Альберто Суно Эрнандес            |
| 37                                                           | 1941—1942  | Генерал дивизии                    | Марселино Гарсия Барраган         |
| 38                                                           | 1942—1945  | Генерал дивизии                    | Гильберто Лимон                   |
| 39                                                           | 1945—1948  | Генерал бригады                    | Луис Аламильо Флорес              |
| 40                                                           | 1948—1950  | Генерал бригады                    | Рафаэль Авила Камачо              |
| 41                                                           | 1950—1953  | Генерал дивизии                    | Томас Санчес Эрнандес             |
| 42                                                           | 1953—1955  | Генерал дивизии                    | Леобардо Руис Камарильо           |
| 43                                                           | 1955—1959  | Генерал дивизии                    | Франсиско де Хесус Грахалес Годой |
| 44                                                           | 1959—1965  | Генерал бригады                    | Херонимо Гомар Суастегуй          |
| 45                                                           | 1965—1970  | Генерал бригады                    | Роберт Яньес Васкес               |
| 46                                                           | 1971—1973  | Генерал бригады                    | Мигель Ривера Бесерра             |
| 47                                                           | 1976       | Генерал дивизии                    | Сальвадор Ревуэльтас Ольвера      |
| 48                                                           | 1976—1980  | Генерал дивизии                    | Абсалон Кастельянос Домингес      |
| 49                                                           | 1980—1982  | Генерал дивизии                    | Энрике Сервантес Агирре           |
| 50                                                           | 1983—1985  | Генерал бригады                    | Хайме Контрерас Герреро           |
| 51                                                           | 1985—1988  | Генерал дивизии                    | Карлос Сиснерос Монтес де Ока     |
| 52                                                           | 1988—1991  | Генерал дивизии                    | Карлос Дуарте Сакраменто          |
| 53                                                           | 1991—1994  | Генерал бригады                    | Луис Анхель Фуэнтес Альварес      |
| 54                                                           | 1994—1997  | Генерал бригады                    | Ригоберто Кастильехос Адриано     |
| 55                                                           | 1997—2000  | Генерал бригады                    | Сальвадор Сьенфуэгос Сепеда       |
| 56                                                           | 2000—2002  | Генерал дивизии                    | Томас Ангелес Дауааре             |
| 57                                                           | 2002—2003  | Генерал бригады                    | Мануэль Санчес Агиляр             |
| 58                                                           | 2003—2006  | Генерал бригады                    | Карлос Гарсия Прияни              |
| 59                                                           | 2007—2008  | Генерал бригады                    | Франсиско Томас Гонсалес Лоаиса   |
| 60                                                           | 2008—2011  | Генерал бригады                    | Гонсало Бернардино Дюран Вальдес  |
| 61                                                           | 2011—2013  | Генерал бригады                    | Серхио Альберто Мартинес Кастуэра |
| 62                                                           | 2013—2017  | Генерал бригады                    | Андре Жоржес Фуллон ван Лиссум    |
| 63                                                           | 2017—н. в. | Генерал бригады                    | Хулио Альварес Арельяно           |

## В культуре
- В 1989 году академия послужила местом съёмок клипа певца Луиса Мигеля на песню La Incondicional[англ.]. В клипе он играет роль кадета ВВС, который разрывается между обучением и любовью к девушке. В конце клипа можно разглядеть знамя с девизом Академии «За честь Мексики».
- В здании военной академии прошли съёмки фантастического боевика «Вспомнить всё», а именно сцен у входа в метро[7].